# Naketia Swanier
Naketia Marie „Ketia” Swanier (ur. 10 sierpnia 1986 w Columbus) – amerykańska koszykarka występująca na pozycji rozgrywającej, obecnie zawodniczka Cegledi EKK.
22 lipca 2016 podpisała nową umowę z JAS-FBG Zagłębiem Sosnowiec. 18 września 2018 została zawodniczką węgierskiego Cegledi EKK.

## Osiągnięcia
Stan na 24 kwietnia 2019, na podstawie, o ile nie zaznaczono inaczej.
NCAA
- Uczestniczka:
  - NCAA Final Four (2008)
  - rozgrywek Eite Eight turnieju NCAA (2006–2008)
  - rozgrywek Sweet Sixteen (2005–2008)
- Mistrzyni:
  - turnieju konferencji Big East (2005, 2006, 2008)
  - sezonu regularnego konferencji Big East (2007, 2008)
- Najlepsza rezerwowa konferencji Big East (2008)
- Zaliczona do składu All-Big East Honorable Mention (2008)

Drużynowe
- Mistrzyni WNBA (2009)
- Brązowa medalistka mistrzostw polski (2015)
- Zdobywczyni Pucharu Polski (2011)
- Uczestniczka rozgrywek Euroligi (2011)[5]

Indywidualne
(* – nagrody przyznane przez portal Eurobasket.com)
- MVP 24 kolejki PLKK (2011)[6]
- Zaliczona do*:
  - I składu:
    - PLKK (2011)[7]
    - najlepszych zawodniczek zagranicznych PLKK (2011)

  - II składu PLKK (2015)
- Liderka PLKK w przechwytach (2011, 2014, 2018 sezonu regularnego)[8]
- Uczestniczka konkursu rzutów za 3 punkty podczas meczów gwiazd euroligi (2011)[9]